# 小行星24334
小行星24334（24334 Conard）是一颗绕太阳运转的小行星，为主小行星带小行星。该小行星于2000年1月20日发现。

## 轨道参数
小行星24334的轨道半长轴为396 966 607 km
2.6535201 UA，离心率为0.093。